# Anália de Victória Pereira
Anália de Victória Pereira (Luanda, 3 d'octubre de 1941 - Lisboa, 7 de gener de 2009) va ser una política angolesa. Pereira era fundadora i presidenta del Partit Liberal Democràtic.

## Història
La seva carrera política comença en 1975, quan marxa a Portugal, on hi funda el PLD en 1983. En 1991, torna a Angola, legalitza el partit i participa en les eleccions generals d'Angola de 1992, en les que va obtenir tres escons a l'Assemblea Nacional d'Angola.
El Partit Liberal Democràtic va ser creat el 1983 per Carlos Simeão, la mort del qual mai va ser aclarida, i la seva esposa Anália Pereira, actual líder, l'única dona en una direcció del partit a Angola. Coneguda com a Mamã Coragem, garanteix l'atac a la concentració de la riquesa en el Moviment Popular per a l'Alliberament d'Angola i la corrupció.
Va ser la primera dona d'Angola en concórrer com a candidat a la presidència a les eleccions en 1992.